# Poliporals
Els poliporals (Polyporales) són un ordre de fongs basidiomicots de la classe dels agaricomicets (Agaricomycetes) que realitzen una important tasca en els ecosistemes com a descomponedors de la fusta i reciclatge dels nutrients. Inclou unes 1.800 espècies.
Els cossos fructífers no tenen làmines, com els boletals i agàrics amb el què no estan relacionats. Els poliporals tenen himenòfors suaus o amb porus, dents o làmines irregulars. L'ordre inclou molts bolets de soca, així com molts fongs corticioides i alguns agarics (principalment en el gènere Lentinus).
Moltes espècies de l'ordre són saprotròfiques, la majoria podreixen la fusta. Alguns gèneres, com Ganoderma i Fomes, contenen espècies que ataquen els teixits vius dels arbres i després continuen degradant la fusta dels hostes morts. Entre els d'importància econòmica s'inclouen diversos patògens importants d'arbres i algunes espècies que causen danys en podrir la fusta estructural. Alguns poliporals es cultiven comercialment i es comercialitzen per al seu ús com a aliments o en la medicina tradicional xinesa.

## Taxonomia
L'ordre dels poliporals inclou 33 famílies:
- Família Adustoporiaceae
- Família Auriporiaceae
- Família Cerrenaceae
- Família Climacocystaceae
- Família Dacryobolaceae
- Família Fibroporiaceae
- Família Fomitopsidaceae
- Família Fragiliporiaceae
- Família Gelatoporiaceae
- Família Gloeoporellaceae
- Família Grifolaceae
- Família Hyphodermataceae
- Família Hypochniciaceae
- Família Incrustoporiaceae
- Família Irpicaceae
- Família Ischnodermataceae
- Família Laetiporaceae
- Família Laricifomitaceae
- Família Meripilaceae
- Família Meruliaceae
- Família Neohypochniciaceae
- Família Panaceae
- Família Phaeolaceae
- Família Phanerochaetaceae
- Família Piptoporellaceae
- Família Podoscyphaceae
- Família Polyporaceae
- Família Postiaceae
- Família Pycnoporellaceae
- Família Sarcoporiaceae
- Família Sparassidaceae
- Família Steccherinaceae
- Família Taiwanofungaceae